# Chiasmocleis centralis
Espèce
Statut de conservation UICN

 DD  : Données insuffisantes
Chiasmocleis centralis est une espèce d'amphibiens de la famille des Microhylidae. 

## Répartition
Cette espèce est endémique de l'État de Goiás au Brésil. Elle se rencontre entre 200 et 400 m d'altitude,.

## Publication originale
- Bokermann, 1952 : Microhylidae da coleção do Departamento de Zoologia (Amphibia-Anura). Papéis Avulsos do Departamento de Zoologia, vol. 10, p. 271-292.